# Hôn nhân cùng giới ở Thành phố México
Hôn nhân cùng giới đã hợp pháp tại Thành phố México - Quận Liên bang México - đã được Hội đồng Lập pháp phê chuẩn vào ngày 21 tháng 12 năm 2009 và được Trưởng ban Chính phủ Marcelo Ebrard ký vào ngày 29 tháng 12 năm 2009. Luật này có hiệu lực vào ngày 4 tháng 3 năm 2010.
Kết hợp dân sự, được gọi là Sociedades de convivencia cung cấp một số quyền của hôn nhân, đã được hợp pháp trong thành phố kể từ tháng 3 năm 2007.

## Kết hợp dân sự
Là trụ sở của Quyền lực của Liên minh, Thành phố Mexico không thuộc về bất kỳ tiểu bang cụ thể nào mà thuộc về tất cả.  Sau nhiều năm đòi hỏi chính trị lớn hơn tự trị, cư dân được trao quyền trực tiếp bầu Người đứng đầu Chính phủ của Quận Liên bang và đại diện của đơn phương Hội đồng lập pháp (ALDF) bởi [[Bầu cử trực tiếp.
Đầu những năm 2000, Enoé Uranga, một nhà chính trị gia chính trị gia và nhà hoạt động, đã không thành công đẩy một dự luật sẽ hợp pháp hóa các liên minh dân sự đồng tính ở Mexico City  cái tên  Ley de Sociedades de Convivencia  (LSC). Mặc dù đã được thông qua bốn lần bởi các ủy ban lập pháp, dự luật liên tục bị mắc kẹt trong việc bỏ phiếu toàn thể vì tính nhạy cảm của nó, điều này có thể được quy cho sự phản đối rộng rãi từ các nhóm [cánh hữu] và sau đó là người đứng đầu Chính phủ  Sự mơ hồ của Obrador]] liên quan đến dự luật. Tuy nhiên, vì người đứng đầu cánh tả mới Marcelo Ebrard dự kiến sẽ nắm quyền vào tháng 12 năm 2006, ALDF đã quyết định nhận dự luật và phê chuẩn trong cuộc bỏ phiếu 43.
| Đảng chính trị                         | Thành viên | Có | Không | Không bỏ phiếu | Vắng mặt |
| -------------------------------------- | ---------- | -- | ----- | -------------- | -------- |
| Đảng của cách mạng dân chủ             | 34         | 33 |       | 1              |          |
| Đảng Hành động Quốc gia                | 17         |    | 16    |                | 1        |
| Đảng cách mạng thể chế                 | 4          | 4  |       |                |          |
| Đảng Liên minh mới                     | 4          | 2  | 1     | 1              |          |
| Nhà sinh thái học Đảng Xanh của Mexico | 3          |    |       | 3              |          |
| Đảng Dân chủ Xã hội                    | 2          | 2  |       |                |          |
| Đảng Lao động                          | 1          | 1  |       |                |          |
| Hội tụ                                 | 1          | 1  |       |                |          |
| Tổng cộng                              | 66         | 43 | 17    | 5              | 1        |

Luật này đã được nữ quyền và các nhóm LGBT, bao gồm Emilio Álvarez Icaza, lúc đó là chủ tịch Ủy ban Nhân quyền của Liên bang, tuyên bố rằng "luật pháp không phải là mối đe dọa đối với bất kỳ ai nói riêng, và nó sẽ  là vấn đề thời gian trước khi nó cho thấy những hậu quả tích cực đối với các nhóm xã hội khác nhau. "  Nó bị phản đối mạnh mẽ bởi các nhóm cánh hữu như Hội Phụ huynh Quốc gia và Giáo hội Công giáo La Mã, đã dán nhãn hội đồng đã bỏ phiếu cho luật này là "  sin ners ", và phàn nàn rằng đó là" sự trả thù chống lại Giáo hội Công giáo từ các nhóm cực đoan hơn từ trái, người cảm thấy đó là yêu cầu của công lý ."
Luật chính thức có hiệu lực vào ngày 16 tháng 3 năm 2007. Kết hợp dân sự cùng giới đầu tiên của Thành phố Mexico là giữa Jorge Cerpa, một người 31 tuổi nhà kinh tế và Antonio Medina, 38 tuổi. Đến tháng 12 năm 2009, 736 liên minh dân sự đồng tính đã diễn ra trong thành phố kể từ khi luật có hiệu lực, trong đó 24 đã bị bãi bỏ (3%).